# Artaxerxes III
Artaxerxes III (ca. 425 a.C. — 338 a.C.), originalmente conhecido como Oco (em latim: Ochus, em persa antigo: 𐎠𐎼𐎫𐎧𐏁𐏂𐎠 Artaxšaçāʰ; em grego clássico: Ἀρταξέρξης), foi o décimo xá do Império Aquemênida. Oco (do babilônico Ú-ma-kuš) era o nome de antes de subir ao trono sendo geralmente referido como Artaxerxes III Oco, mas no Irã ele é conhecido como Ardexir III. Em inscrições babilônicas ele é chamado de "Umasu, que é chamado Artakshatsu". Seu governo foi uma tentativa contínua e brutal da manutenção do Império Aquemênida.
Oco era o terceiro filho de Artaxerxes II com Estatira. Antes de subir ao trono tinha sido um sátrapa e comandante do exército de seu pai ajudando a sufocar a Revolta dos Sátrapas (367-362). Em 359 a.C., pouco antes de subir ao trono, ele atacou o Egito, que estava em rebelião sob o faraó, como uma reação a ataques alarmantes, mas sem muito êxito, do Egito às regiões costeiras da Fenícia. Artaxerxes se casou com sua sobrinha a filha de Oxatres, irmão do futuro rei Dario III. Seus filhos foram Arses, o futuro rei da Pérsia, Bistanes e Parísatis, que casou-se futuramente com Alexandre Magno.[carece de fontes?]